# Zapadnaja Lica
La Zapadnaja Lica (in russo Западная Лица?; anche Bol'šaja Lica (Большая Лица) o Lica) è un fiume situato nel nord della penisola di Kola, nell'oblast' di Murmansk, in Russia.
La sorgente del fiume si trova sul pendio dell'altopiano Kučintundra e sfocia nella baia omonima dove si trova la città di Zaozërsk. La baia è situata all'interno del golfo Motovskij che si apre sul Mare di Barents. Il fiume ha una lunghezza di 101 km, l'area del bacino è di 1690 km². Alla foce del fiume, sulla riva della baia, si trova la base navale Zapadnaja Lica.
Nel 1941 la riva destra del fiume è stata teatro di una sanguinosa battaglia tra le truppe tedesche e quelle sovietiche. In seguito sul sito della battaglia è stato realizzato un cimitero di guerra conosciuto come Valle della Gloria, situato 75 chilometri a nord ovest di Murmansk.